# DARCROWS
《DARCROWS》是由ALICESOFT製作並於1999年11月18日發售的養成類型成人遊戲，後來改編成OVA由blue eyes發售。

## 故事
位在コルデージュ平原的兩個大國レーベン和カルネア原本是和平共處，不料レーベン國卻突然向カルネア發動戰爭突襲。一年後處於劣勢的カルネア的國王ドトール卻病倒了，王妃エレーヌ和兩位公主ティアリス和ユリーシャ與宰相グレッグ商量是否投降的時候，失蹤八年的クロード卻突然來訪並且向眾人提出聘雇傭兵反擊的策略。由於需要大量資金カルネア無法承擔，クロード便提出王妃和公主去賣淫的賺錢方法。

## 角色
本作的男主角。平民出身的青年，過去曾擔任カルネア騎士團的團長，但是在八年前戰敗於蠻族失去單眼後便下落不明。

カルネア的第一公主。幼年時期喜歡クロード。

カルネア的第二公主，ティアリス的同父異母妹妹。

カルネア的現任王妃，ユリーシャ的親生母親，貴族出身。

服侍クロード的侍女。

## OVA
同名OVA是由blue eyes於發售的成人動畫共兩集，2006年5月26日發售合集版，後來改由セブンエイト於2010年5月28日發售完全版。
集數列表
| 集數   | 標題 | 發售日         |
| ------ | ---- | -------------- |
| 第一幕 | 策動 | 2003年10月25日 |
| 第二幕 | 暗流 | 2004年1月25日  |

工作人員
- 監督、分鏡：福田潤
- 角色設計、作畫監督：荒木英樹
- 劇本：村松二郎
- 製作：豪冠太郎
- 製作人：才野美貴、小石川由宇
- 演出：不知火快
- 音響監督：榎本崇宏
- 動畫製作：修羅
- 企畫・製作：「ダークロウズ」製作委員会

## 外部連結
- 官方網站（日語）